# Svein Inge Thime
Svein Inge Thime (Randaberg, 1940. december 15. – 2014. augusztus 4.) norvég nemzetközi labdarúgó-játékvezető.

## Pályafutása

### Nemzeti játékvezetés
Pályafutása során hazája legfelső szintű labdarúgó-bajnokságának játékvezetője lett. Kiemelkedő szakmai felkészültsége alapján 18 éven keresztül tevékenykedett a legmagasabb osztályban.

#### Nemzeti kupamérkőzések
Vezetett Kupa-döntők száma: 1.

##### Norvég Kupa
A norvég JB elismerve szakmai felkészültségét megbízta a döntő találkozó koordinálásával.
| Időpont | Helyszín               | Mérkőzés típusa | Mérkőzés               | Eredmény | Nézők száma |
| ------- | ---------------------- | --------------- | ---------------------- | -------- | ----------- |
| 1973.   | Ullevaal Stadion, Oslo | döntő           | Strømsgodset–Rosenborg | 1 : 0    | 23 209      |

### Nemzetközi játékvezetés
A Norvég labdarúgó-szövetség Játékvezető Bizottsága (JB) 1971-ben terjesztette fel nemzetközi játékvezetőnek, a Nemzetközi Labdarúgó-szövetség (FIFA) bíróinak keretébe. Több nemzetek közötti válogatott és klubmérkőzést vezetett. 15 éven keresztül szolgálta játékvezetőként a nemzetközi labdarúgást. A norvég nemzetközi játékvezetők rangsorában, a világbajnokság-Európa-bajnokság sorrendjében a 4. helyet foglalja el 7 találkozó szolgálatával. Az aktív nemzetközi játékvezetéstől 1986-ban búcsúzott.

#### Világbajnokság
Három világbajnoki döntőhöz vezető úton Argentínába a XI., az 1978-as labdarúgó-világbajnokságra és Spanyolországba a XII., az 1982-es labdarúgó-világbajnokságra, valamint Mexikóba a XIII., az 1986-os labdarúgó-világbajnokságra a FIFA JB játékvezetőként alkalmazta.
| Időpont              | Helyszín                      | Mérkőzés típusa           | Mérkőzés                  | Eredmény | Nézők száma |
| -------------------- | ----------------------------- | ------------------------- | ------------------------- | -------- | ----------- |
| 1976. szeptember 22. | Olimpiai Stadion, Helsinki    | előselejtező (2. csoport) | Finnország–Luxemburg      | 7 : 1    | 4 555       |
| 1977. szeptember 3.  | Astrid Park Stadion, Brüsszel | előselejtező (4. csoport) | Belgium–Izland            | 4 : 0    | 5 807       |
| 1981. április 29.    | Windsor Park Stadion, Belfast | előselejtező (6. csoport) | Észak-Írország–Portugália | 1 : 0    | 18 000      |
| 1984. október 17.    | Górnik Stadion, Zabrze        | előselejtező (1. csoport) | Lengyelország–Görögország | 3 : 1    | 20 000      |
| 1985. november 17.   | Olimpiai Stadion, München     | előselejtező (2. csoport) | NSZK–Csehszlovákia        | 2 : 2    | 22 000      |

#### Európa-bajnokság
Kettő európai-labdarúgó torna döntőjéhez vezető úton Jugoszláviába az V., az 1976-os labdarúgó-Európa-bajnokságra és Olaszországba a VI., az 1980-as labdarúgó-Európa-bajnokságra az UEFA JB játékvezetőként foglalkoztatta.
| Időpont              | Helyszín                            | Mérkőzés típusa           | Mérkőzés   | Eredmény | Nézők száma |
| -------------------- | ----------------------------------- | ------------------------- | ---------- | -------- | ----------- |
| 1974. október 12.    | Ernst-Grube Stadion, Magdeburg      | előselejtező (7. csoport) | NDK–Izland | 1 : 1    | 18 000      |
| 1979. szeptember 12. | Laugardalsvöllur Stadion, Reykjavik | előselejtező (4. csoport) | Izland–NDK | 0 : 3    | 9 162       |

#### Olimpia
A korabeli sportsajtó tájékoztatása szerint, az 1980. évi nyári olimpiai játékokon, ha több ország – köztük a norvégok is – nem bojkottálja, akkor nagy eséllyel irányíthatta volna a labdarúgó tornájának döntő mérkőzését.[forrás?]